# Bergkirche (Thalitter)

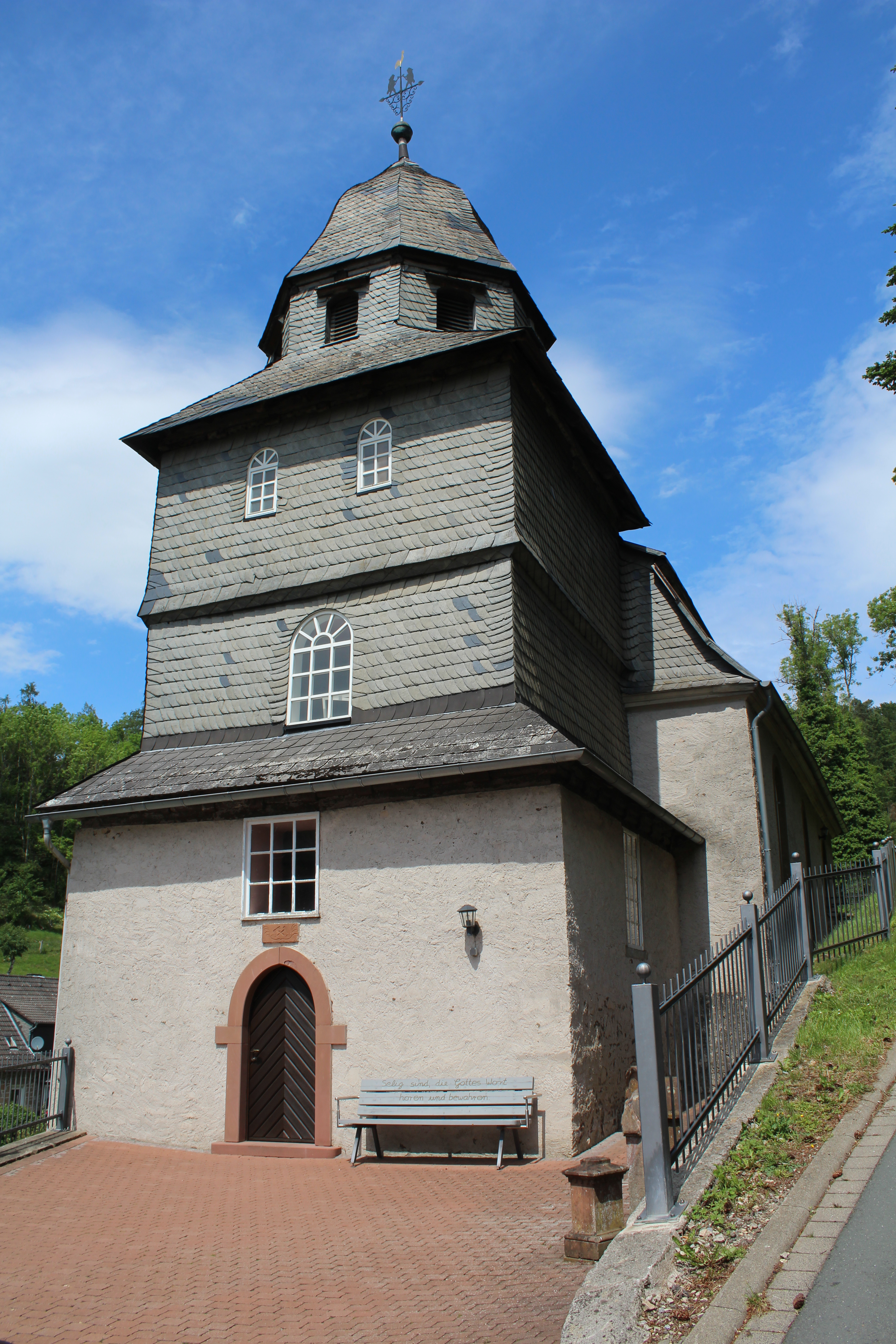
Bergkirche (Thalitter)

Die Evangelische Bergkirche Thalitter ist ein denkmalgeschütztes Kirchengebäude in Thalitter, einem Ortsteil der Gemeinde Vöhl im Landkreis Waldeck-Frankenberg (Hessen). Die Kirche gehört zur Kirchengemeinde Obernburg-Itter im Kirchenkreis Eder im Sprengel Marburg der Evangelischen Kirche von Kurhessen-Waldeck.

## Beschreibung
Der älteste Teil der Saalkirche ist das Erdgeschoss des gotischen Kirchturms im Südwesten. Auf ihn wurden 1660–1663 zwei schiefergedeckte Geschosse aus Holzfachwerk aufgesetzt, auf denen ein achteckiger Aufsatz mit einer glockenförmigen Haube sitzt. Das mit einem Mansarddach bedeckte neue Kirchenschiff wurde ab 1715 anstelle des alten angefügt. 1723 wurde der Chor mit seinem dreiseitigen Schluss angebaut. 
Der Innenraum ist mit einem hölzernen Tonnengewölbe überspannt. Die Kirchenausstattung stammt aus der Bauzeit des Kirchenschiffs.
Der Bau der Orgel mit elf Registern, einem Manual und Pedal wurde 1724 von Andreas Reinecke begonnen und 1727/1728 von Daniel Mütze, der drei Register ergänzte, vollendet. Sie wurde 1882 von Eduard Vogt umgebaut.